# Luchthaven Mananjary
Luchthaven Mananjary is een vliegveld bij de gelijknamige plaats Mananjary in het oosten van Madagaskar. Het vliegveld ligt ongeveer 3 kilometer ten noorden van het stadscentrum, op de kuststrook tussen het Canal des Pangalanes en de Indische Oceaan. Het vliegveld heeft één landingsbaan, vanwaaruit Air Madagascar tweemaal per maand vluchten verzorgt naar de hoofdstad Antananarivo en naar Farafangana.
Op 26 december 1931 deed de Franse luchtvaartpionier René Lefèvre de luchthaven aan. In 1934 doopte de Franse gouverneur Léon Cayla de luchthaven daarom 'Le camp René Lefèvre'. Op 26 februari 1961 werd in aanwezigheid van president Tsiranana en Lefèvre zelf de nieuwe landingsbaan van het vliegveld in gebruik genomen en werd het vliegveld hernoemd tot 'aérodrome René Lefèvre'.
In 1945 werd er door Air France op gevlogen met Junkers Ju 52/3m en Caudron C.440 (Goeland), vervolgens tot 1957 met de Douglas DC-3 en vervolgens door Air Madagascar met de Boeing 737, de Havilland Canada DHC-6 Twin Otter en de Piper PA-31 (Navajo). Tegenwoordig wordt er alleen nog op gevlogen met Twin Otters.